# Fraita
Fraita (arabisch الفرائطة, Zentralatlas-Tamazight ⴼⵕⴰⵢⵟⴰ Fṛayṭa) ist der Hauptort einer Landgemeinde (commune rurale) mit knapp 11.000 Einwohnern in der Provinz El Kelaâ des Sraghna in der Region Marrakesch-Safi im Süden Marokkos.

## Lage
Fraita liegt ca. 22 km (Fahrtstrecke) südöstlich der Stadt El Kelaá des Sraghna; die Stadt Marrakesch ist ca. 95 km in südwestlicher Richtung entfernt.

## Bevölkerung
| Jahr      | 1994   | 2004   | 2014   | 2024   |
| Einwohner | 10.222 | 10.555 | 11.298 | 10.721 |

Die Bevölkerung besteht nahezu ausnahmslos aus zugewanderten Berbern verschiedener Stämme.